# 이야기 있는 저녁
《이야기 있는 저녁 박정희입니다》는 대한민국의 방송국인 대전MBC 표준FM에서 월~금 저녁 7시 10분부터 밤 8시까지 종영 방송했던 라디오 프로그램이다. 2020년 11월 13일 자로 6년만에 폐지되었다.